# فینال جام حذفی فوتبال انگلستان ۲۰۲۳
فینال جام حذفی فوتبال انگلستان ۲۰۲۳ صد و چهل و دومین فصل از رقابت‌های جام حذفی فوتبال انگلستان بود. این مسابقه در ۳ ژوئن ۲۰۲۳ 
بین منچستر سیتی و منچستر یونایتد در ورزشگاه ومبلی برگزار شد. که در نهایت منچسترسیتی برای هفتمین بار فاتح این جام شد.
این اولین شهرآورد منچستر در فینال جام حذفی فوتبال انگلستان است.